# Volga-Volga
Volga-Volga (russisk: Волга-Волга) er en sovjetisk musical-komediefilm fra 1938 instrueret af Grigorij Aleksandrov.
Filmen omhandler en gruppe amatørskuespillere på vej til Moskva for at optræde i en talentkonkurrence. Det meste af filmen foregår på et dampskib på floden Volga. Filmens hovedroller spilles af Aleksandrovs hustru Ljubov Orlova og af Igor Iljinskij.
Filmen er en hyldest til Moskvakanalen og hævdes at være den sovjetiske leder Josef Stalins favoritfilm.
Filmen havde dansk biografpremiere i 1946 under titlen Wolga-Wolga.

## Medvirkende
- Igor Ilinskij - Ivan Byvalov
- Ljubov Orlova - Dunja Petrova
- Vladimir Volodin
- Pavel Olenev - Kuzma Ivanovitj
- Andrej Tutysjkin - Aljosja Trubysjkin